# Audrehem
Audrehem (neerlandès Oudehem) és un municipi francès situat al departament del Pas de Calais i a la regió dels Alts de França. L'any 2007 tenia 429 habitants.

## Demografia

### Població
El 2007 la població de fet d'Audrehem era de 429 persones. Hi havia 155 famílies de les quals 26 eren unipersonals (13 homes vivint sols i 13 dones vivint soles), 50 parelles sense fills, 71 parelles amb fills i 8 famílies monoparentals amb fills.
La població ha evolucionat segons el següent gràfic:
Habitants censats

### Habitatges
El 2007 hi havia 182 habitatges, 157 eren l'habitatge principal de la família, 17 eren segones residències i 7 estaven desocupats. Tots els 182 habitatges eren cases. Dels 157 habitatges principals, 136 estaven ocupats pels seus propietaris, 18 estaven llogats i ocupats pels llogaters i 3 estaven cedits a títol gratuït; 7 tenien dues cambres, 20 en tenien tres, 45 en tenien quatre i 85 en tenien cinc o més. 77 habitatges disposaven pel capbaix d'una plaça de pàrquing. A 73 habitatges hi havia un automòbil i a 71 n'hi havia dos o més.

### Piràmide de població
La piràmide de població per edats i sexe el 2009 era:
| Homes | Edats   | Dones |
| ----- | ------- | ----- |
| 0     | 95 o +  | 0     |
| 0     | 90 a 94 | 0     |
| 0     | 85 a 89 | 0     |
| 4     | 80 a 84 | 0     |
| 0     | 75 a 79 | 4     |
| 16    | 70 a 74 | 12    |
| 20    | 65 a 69 | 16    |
| 4     | 60 a 64 | 4     |
| 4     | 55 a 59 | 4     |
| 16    | 50 a 54 | 4     |
| 24    | 45 a 49 | 36    |
| 4     | 40 a 44 | 0     |
| 8     | 35 a 39 | 12    |
| 12    | 30 a 34 | 8     |
| 16    | 25 a 29 | 16    |
| 32    | 20 a 24 | 8     |
| 36    | 15 a 19 | 8     |
| 24    | 10 a 14 | 0     |
| 8     | 5 a 9   | 8     |
| 0     | 0 a 4   | 8     |

## Economia
El 2007 la població en edat de treballar era de 269 persones, 200 eren actives i 69 eren inactives. De les 200 persones actives 178 estaven ocupades (116 homes i 62 dones) i 22 estaven aturades (9 homes i 13 dones). De les 69 persones inactives 16 estaven jubilades, 12 estaven estudiant i 41 estaven classificades com a «altres inactius».

### Ingressos
El 2009 a Audrehem hi havia 169 unitats fiscals que integraven 482,5 persones, la mediana anual d'ingressos fiscals per persona era de 14.732 €.

### Activitats econòmiques
Dels 6 establiments que hi havia el 2007, 1 era d'una empresa extractiva, 3 d'empreses de construcció, 1 d'una empresa d'hostatgeria i restauració i 1 d'una empresa de serveis.
Dels 3 establiments de servei als particulars que hi havia el 2009, 1 era una lampisteria, 1 electricista i 1 empresa de construcció.
L'any 2000 a Audrehem hi havia 14 explotacions agrícoles.

## Equipaments sanitaris i escolars
El 2009 hi havia una escola maternal integrada dins d'un grup escolar amb les comunes properes formant una escola dispersa.

## Poblacions més properes
El següent diagrama mostra les poblacions més properes.